# Stanislav Izakovič
Stanislav Izakovič (17. prosince 1959 – 12. října 2022) byl slovenský fotbalista.

## Fotbalová kariéra
V československé lize hrál za Lokomotívu Košice. Nastoupil ve 28 ligových utkáních a dal 2 góly. V nižší soutěži hrál i za Slavoj Trebišov.

## Trenérská kariéra
Po skončení aktivní kariéry působil jako trenér. Trénoval mj. i Lokomotívu Košice.

## Ligová bilance
| Ročník                                   | Zápasy | Góly | Klub              |
| ---------------------------------------- | ------ | ---- | ----------------- |
| 1. československá fotbalová liga 1978/79 | 1      | 0    | Lokomotíva Košice |
| 1. československá fotbalová liga 1981/82 | 15     | 2    | Lokomotíva Košice |
| 1. československá fotbalová liga 1982/83 | 12     | 0    | Lokomotíva Košice |
| CELKEM                                   | 28     | 2    |                   |